# 阿西奈卡湖
阿西奈卡湖（白俄羅斯語：Асінаўка）是白俄羅斯的湖泊，位於米奧里西南1公里，由維捷布斯克州負責管轄，長3.85公里、寬0.52公里，面積1.16平方公里，集水區面積31.1平方公里，湖岸線長度約9.74公里，最大水深7.5米。